# Urlaub nach Prospekt
Urlaub nach Prospekt ist eine vom Fernsehen der DDR produzierte Bühnen-Komödie von Filmregisseur Peter Hill aus dem Jahr 1977. In den Hauptrollen agieren Herbert Köfer, Ingeborg Krabbe und Rolf Herricht.

## Handlung
Robert Zenker möchte seinen nächsten Urlaub lieber zu Hause verbringen in den eigenen vier Wänden, denn er hat zur Überraschung seiner Frau Ilse neue Möbel bestellt: Urlaub nach Prospekt wie er es ihr angekündigt hatte, nur hat sie sich darunter etwas ganz anderes vorgestellt und ist nun ziemlich enttäuscht. Bei ihren Mietern hatte es sich sehr schnell herumgesprochen, dass ihre Wirtsleute dieses Jahr nicht in Urlaub fahren wollen. Das nutzen sie auch sofort aus und bitten sie um diverse Gefälligkeiten, wie das Gießen der Blumen, leeren des Briefkastens und sogar das Hüten der Katze.
Ilse beschließt kurzerhand alleine zu verreisen, was ihr Bruder Gerd absolut begrüßt und ihr zuredet, da sie sich etwas Erholung redlich verdient hätte. Ihr Robert soll sich derweil als Hausmann bewähren. Er wollte ja nicht verreisen. So gießt Robert die Blumen, leert die Briefkästen der verreisten Nachbarn, versorgt deren Haustiere und bereitet den Keller vor für die Kohlen, die in Kürze geliefert werden sollen.
Als Schwager Gerd Robert besucht, findet er eine fremde nackte junge Frau im Schlafzimmer vor und in der Wäschebox ist Mieterin Doris versteckt. Das ganze klärt sich auf, als Robert auch seinen Sohn Peter in der Wohnung vorfindet. Da Peter dachte, seine Eltern wären verreist, wollte er die „sturmfreie Bude“ für sich und seine Freundin Conni ausnutzen. So kann Robert die Situation erklären, als gerade seine Frau von ihrem Kurzurlaub zurückkommt. Da sich Mieterin Doris allerdings noch immer im Wäschekorb versteckt hält, wo sie nun entdeckt wird, bringt das dann doch Probleme für Robert. Doris ist von Natur aus sehr schreckhaft und hatte sich versteckt, als sie das Hausbuch zu ihren Vermietern bringen wollte und unvermittelt Gerd ins Zimmer kam. Die ganze Zeit hatte sie sich nicht wieder herausgetraut und um seine Frau wieder versöhnlich zu stimmen, bittet Robert seinen Schwager Gerd die Schuld auf sich zu nehmen. Das glückt und Ilse schließt ihren Mann wieder in die Arme. Zu einer friedlichen Zweisamkeit kommt es aber immer noch nicht, denn die Tochter einer Mieterin bringt nun auch noch ihr Baby für eine Nacht. Robert fühlt sich allmählich wie im Fundbüro und soll auch noch für seinen Mieter Krulicke einzuspringen, um zu einem Geburtstagsjubiläum zu gratulieren. Robert überfordert das Ganze extrem, zumal er seiner Frau erklärt hatte den Haushalt „mit links“ zu machen. Nach weiteren Turbulenzen pegelt sich aber alles wieder ein und beide stellen fest, dass sie nun wirklich Urlaub nötig haben. Peter und Conni hüten solange das Haus und wollen sich auch um die Kohlen kümmern, die gerade geliefert werden.

## Produktion
Der Film erlebte am 30. Oktober 1977 im 1. Programm des Fernsehens der DDR seine Erstausstrahlung. Im September 2016 kam der Film bei Icestorm im Rahmen der Reihe DDR TV-Archiv auf DVD heraus.